# Stanice metra petrohradského typu
Stanice metra petrohradského (či leningradského) typu je taková stanice metra, která je jednolodní konstrukce a založená ve velké hloubce; jedná se o technologii výstavby, která byla používána v podzemních drahách sovětského typu a poprvé uplatněna v Petrohradu na počátku 70. let 20. století. V dalších městech světa byly podobné stanice budovány již dříve, avšak pomocí jiné technologie.
Historicky prvními stanicemi tohoto typu byly Politechničeskaja a Ploščaď Mužestva (otevřeny roku 1975). Tyto stanice tvoří ostrovní nástupiště a jeden velký nedělený jednolodní prostor, který podpírá jeden velký oblouk, tvořený mnohými menšími oblouky z železobetonových bloků. Kromě horního je však také i oblouk dolní, který je umístěn pod úrovní nástupiště a budován podobným postupem, avšak tlak, který na něj působí je menší. 
Při výstavbě stanice se nejprve buduje horní oblouk, kde se vytěží zemina v požadovaném množství (to je nutné, aby byly důlní stroje schopné umístit ostění stanice na horní stěnu), poté se vyrazí tunely, kudy budou jezdit vlaky (pouze však z části, aby byla zajištěna dostatečná opora stanice) a nakonec se vytěží zbytek zeminy a dobuduje se oblouk spodní, včetně úrovně samotného nástupiště nad provozními místnostmi.

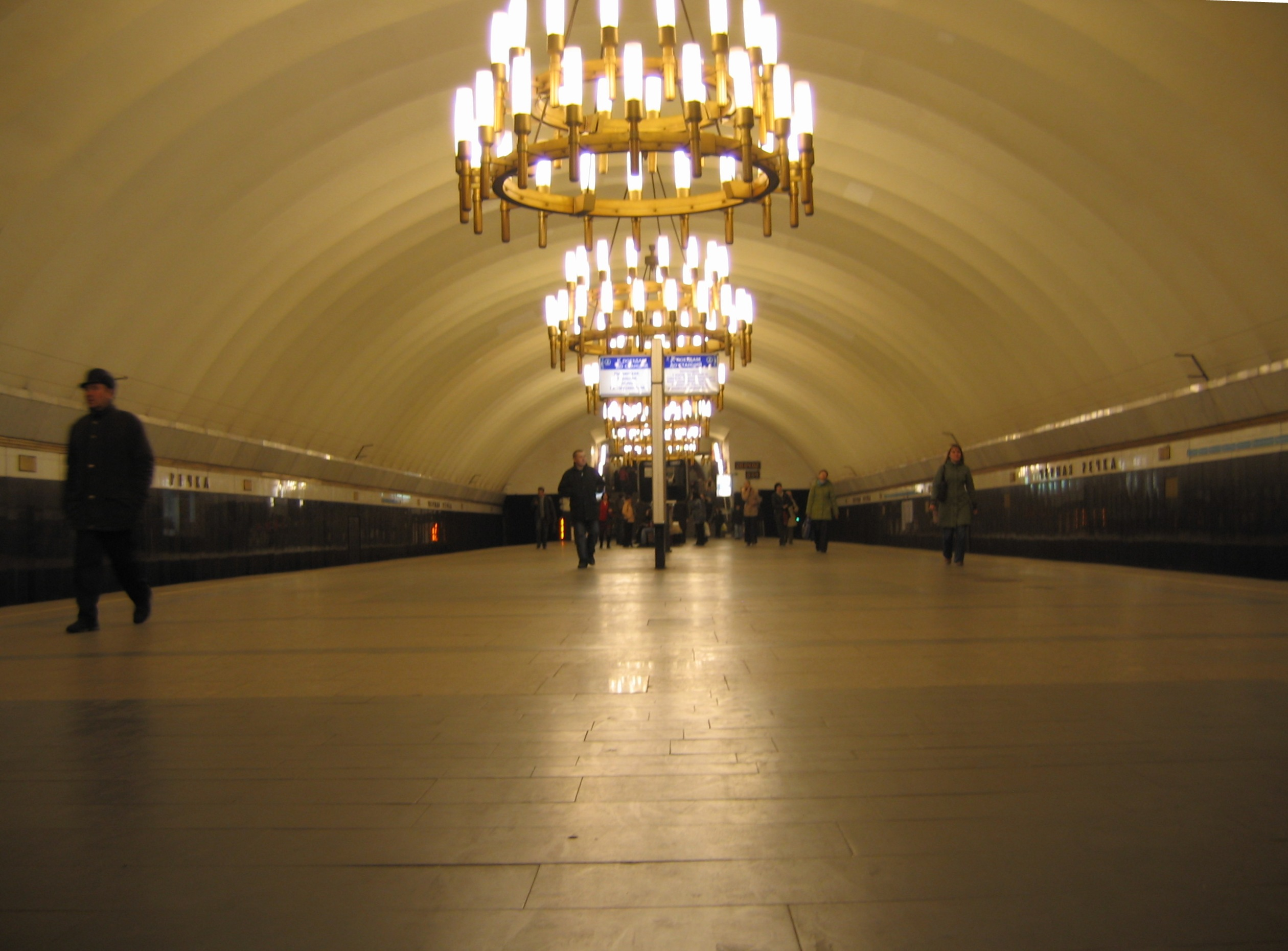
Stanice Čjornaja rečka v Petrohradu

## Varianty
Kromě klasické stanice může být vybudována ale i přestupní; nástupiště je dvoupatrové a obě linky se tak míjejí ve stejné ose. Taková stanice byla postavena zatím jen jedna; jedná se o stanici Sportivnaja.

## Výskyt
Stanice petrohradského typu se nenacházejí pouze v Petrohradu samotném (byť zde zcela dominují), ale i v jiných městech, například v Moskvě (jediná stanice této konstrukce je Timirjazevskaja, otevřena roku 1991). Od roku 2004 se nachází jedna taková stanice i v Praze na lince C stanice Kobylisy nebo na lince A stanice Petřiny a Bořislavka, v plánu je takto stavět stanice Nové Dvory a Náměstí Míru na lince D. V Praze jsou však stanice raženy novou rakouskou tunelovací metodou, přičemž se vyrazí nejdřív levá a pravá kalota, poté střed, hornina se zpevní a nakonec se vybourají provizorní stěny, které oddělovaly jednotlivé části, a vytěží dno. Primární ostění je ze stříkaného betonu, vyztuženého kari sítěmi, sekundární, vybudované až po dokončení ražeb a bourání, je ze železobetonu a buduje se jednou obří formou. Před tím se stanicí přetáhnou tunelovací štíty pro traťové tunely (pokud nejsou raženy NRTM). 